# Бриганција
Бриганција (лат. Brigantia) је била гало-римска богиња, поштована у многим деловима Европе и Британије. Била је првенствено заштитница племена Бриганти које је настањивало данашњи Јоркшир.

## Етимологија
Име Бриганција потиче из пра-келтика од речи briganti што значи бити високо и наставка a за женски род. Из тога се може извести закључак да је њено име значило Највиша.

## Паралеле
У оквиру келтских пантеона, Бриганција се често идентификује са Бригид, мада су у питању две различите богиње. Такође је мешана и са Дану. До ове забуне долази због снажне патронске улоге коју је Бриганција имала за Бриганте и њеног изједначавања са богињом-мајком.
Због снажног утицаја римског политеизма на Гале у овим областима, али и због својих карактеристика, Бриганција је повезивана са Минервом, Викторијом и Паладом Атином.

## Култ
Поред тога што је била поштована као патрона Бриганта, њен култ је био снажан не само у Јоркширу, већ и у Нортамберленду и јужној Шкотској.
Поред тога, независно од јоркширског племена Бриганти, постојала је и друга заједница Келта са истим именом, чија је заштитница такође била Бриганција, а који су настањивали обале Боденског језера, крај данашњег Брегенца.
Записи о њој су нађени и у области Кот д'Ор у Француској.

## Историјски остаци

### Статуе
Једина статуа ове богиње нађена је у Биренсу у Шкотској. Приказује женску фигуру која носи круну патроне, медаљон са Горгонином главом на грудима, ратничко копље и куглу победе. Мада је ово начин на који су често представљане Минерва и Викторија, запис на статуи потврђује да је реч о Бриганцији. Такође са собом има и штит - симбол Паладе Атине.

### Записи
О Бринацији је пронађено седам записа, и то искључиво у Британији - у Шкотској, у Јоркширу и код Хадријановог зида.
Запис из Ирингтона у Јоркширу је ословљава у множини као божанске нимфе Бриганције из чега неки научници изводе закључак да је била вишеструка и повезана са водом.

## Топоними
Од имена ове богиње потичу имена више географских појмова, као што су градови Бригенц у Аустрији, Бригетио у Мађарској, Бријанконе и Бријансон у Француској, те Браганса у Португалији, која се некад звала Бриганција и чији се становници и данас називају Бригантини.
Поред тога, заједничко етимолошко порекло са Бриганцијом имају у реке Брент (енгл. Brent) у Енглеској и Брент (шкот. Braint) у Шкотској.